# Bennett (Colombie-Britannique)
Pour les articles homonymes, voir Bennett.
Bennett est une ville fantôme de la Colombie-Britannique située au nord près de l'Alaska. Elle se trouve à l'extrémité sud du Lake Bennett.
Bennett est aujourd'hui un arrêt du chemin de fer White Pass and Yukon Route qui y amène les touristes pendant les mois d'été.

## Histoire
Bennett a été bâtie pendant la ruée vers l'or du Klondike de 1897–99.
Elle était le point d'arrivée des chercheurs d'or ayant emprunté le col Blanc ou le col Chilkoot à partir des ports de Skagway ou de Dyea en Alaska. Les prospecteurs s'arrêtaient quelques jours ou quelques mois dans cette ville, le temps d'acheter ou de construire une embarcation qui leur permettrait de descendre le fleuve Yukon pour rejoindre la région de Dawson City au Yukon où se trouvaient les gisements aurifères.